# Cupa României 1957-1958
Ediția 1957-1958 a fost a 20-a ediție a Cupei României la fotbal. Competiția a revenit la sistemul toamnă-primăvară. Din această ediție s-a trecut la disputarea meciurilor pe teren neutru și nu pe arena uneia dintre echipe. În caz de egalitate după 90 și 120 de minute, meciul se rejuca, tot pe teren neutru.
În finală s-au înfruntat Știința Timișoara și Progresul București, două dintre protagonistele stagiunii Diviziei A. Dacă în campionat, cu câteva zile înainte de finală, Progresul a câștigat cu 7-0, în finala Cupei, victoria a revenit bănățenilor. Jucătorul Alexandru Karikas a jucat a treia finală consecutivă, cu trei echipe diferite, dar după victoriile cu CCA București și Progresul Oradea, acum a evoluat la echipa învinsă.

## Șaisprezecimi de finală
| Data            | Oraș      | Echipă gazdă            |   | Echipă oaspete      | Rezultat   |
| --------------- | --------- | ----------------------- | - | ------------------- | ---------- |
| 6 aprilie 1958  | Arad      | CSM Reșița              | – | Poli Timișoara      | 0:1        |
|                 | Bacău     | Dinamo Bârlad           | – | CFR Iași            | 2:2 (d.p.) |
|                 | Brăila    | Farul                   | – | Dinamo              | 1:0 (d.p.) |
|                 | București | A.S. Pompierul          | – | Sportul Studențesc  | 2:0 (d.p.) |
|                 | București | Progresul București     | – | Metalul București   | 5:4        |
|                 | Cluj      | Gloria Bistrița         | – | CS Târgu Mureș      | 5:2        |
|                 | Craiova   | Turnu Severin           | – | Jiul Petroșani      | 1:1 (d.p.) |
|                 | Focșani   | Dinamo Bacău            | – | Rapid               | 0:1        |
|                 | Galați    | Petrolul Ploiești       | – | Dacia Unirea Brăila | 11:0       |
|                 | Mediaș    | Tractorul Or. Stalin    | – | Câmpia Turzii       | 2:1        |
|                 | Oradea    | Unirea Tricolor         | – | Stăruința Satu Mare | 3:1        |
|                 | Ploiești  | CCA București           | – | Moreni              | 7:1        |
|                 | Satu Mare | CA Oradea               | – | CSM Olimpia Salonta | 2:1        |
|                 | Sibiu     | Steagul Roșu Or. Stalin | – | Corvinul            | 3:2        |
|                 | Simeria   | Progresul Sibiu         | – | UV Arad             | 4:2        |
| 15 aprilie 1958 | Petroșani | Minerul Lupeni          | – | UTA Arad            | 3:2        |
| 16 aprilie 1958 | Bacău     | CFR Iași                | – | Dinamo Bârlad       | 4:0        |
|                 | Craiova   | Jiul Petroșani          | – | Turnu Severin       | 4:1        |

## Optimi de finală
| Data            | Oraș      | Echipă gazdă            |   | Echipă oaspete       | Rezultat |
| --------------- | --------- | ----------------------- | - | -------------------- | -------- |
| 27 aprilie 1958 | Arad      | Poli Timișoara          | – | Minerul Lupeni       | 3:0      |
|                 | Brăila    | Progresul București     | – | Farul                | 5:1      |
|                 | București | Rapid                   | – | A.S. Pompierul       | 2:1      |
|                 | Câmpina   | CCA București           | – | Tractorul Or. Stalin | 8:0      |
|                 | Cluj      | CA Oradea               | – | Gloria Bistrița      | 3:2      |
|                 | Focșani   | Petrolul Ploiești       | – | CFR Iași             | 3:2      |
|                 | Mediaș    | Unirea Tricolor         | – | Progresul Sibiu      | 2:1      |
|                 | Sibiu     | Steagul Roșu Or. Stalin | – | Jiul Petroșani       | 2:0      |

## Sferturi de finală
| Data          | Oraș          | Echipă gazdă            |   | Echipă oaspete    | Rezultat |
| ------------- | ------------- | ----------------------- | - | ----------------- | -------- |
| 24 mai 1958   | București     | Steagul Roșu Or. Stalin | – | Petrolul Ploiești | 2:1      |
| 25 mai 1958   | Constanța     | Progresul București     | – | Rapid             | 2:0      |
| 12 iunie 1958 | Orașul Stalin | CA Oradea               | – | CCA București     | 3:1      |
|               | Oradea        | Poli Timișoara          | – | Unirea Tricolor   | 2:1      |

## Semifinale
| Data          | Oraș          | Echipă gazdă        |   | Echipă oaspete          | Rezultat |
| ------------- | ------------- | ------------------- | - | ----------------------- | -------- |
| 29 iunie 1958 | București     | Poli Timișoara      | – | Steagul Roșu Or. Stalin | 3:2      |
|               | Orașul Stalin | Progresul București | – | CA Oradea               | 4:0      |

## Finala
| 6 iulie 1958 15:00 | Poli Timișoara | 1 – 0 | Progresul București | Stadionul 23 August, București Spectatori: 40.000 Arbitru: Solomon Segal (București) |
| 6 iulie 1958 15:00 | Cadariu 37'    |       |                     | Stadionul 23 August, București Spectatori: 40.000 Arbitru: Solomon Segal (București) |

| ȘTIINȚA TIMIȘOARA: |                   |
|                    |                   |
| P                  | Mircea Enăchescu  |
| F                  | Ion Zbârcea       |
| F                  | Gheorghe Codreanu |
| F                  | Lucrețiu Florescu |
| M                  | Petre Cojereanu   |
| M                  | Cornel Tănase     |
| A                  | Iosif Lereter     |
| A                  | Petre Cadariu     |
| A                  | Ioan Ciosescu     |
| A                  | Raul Mazăre       |
| A                  | Iuliu Boroș       |
| Antrenor:          |                   |
| Dincă Schileru     |                   |

| PROGRESUL BUCUREȘTI: |                      |
|                      |                      |
| P                    | Petre Mândru         |
| F                    | Lazăr Dobrescu       |
| F                    | Alexandru Karikas    |
| F                    | Dragoș Cojocaru      |
| M                    | Alexandru Ciocea     |
| M                    | Florin Știrbei       |
| A                    | Nicolae Oaidă        |
| A                    | Mihai Smărăndescu    |
| A                    | Titus Ozon           |
| A                    | Constantin Dinulescu |
| A                    | Petre Moldoveanu     |
| Antrenor:            |                      |
| Ioan Lupaș           |                      |